# Paracapnia ensicala
Paracapnia ensicala is een steenvlieg uit de familie Capniidae. De wetenschappelijke naam van de soort is voor het eerst geldig gepubliceerd in 1962 door Jewett.